# Gino Lucetti
Gino Lucetti (31 de Agosto de 1901 — 17 de Setembro de 1943) foi um anarquista nascido na Itália que em 1926 tentou assassinar o líder fascista Benito Mussolini.

## Breve biografia
Nascido em Carrara, na Itália, ele lutou nas tropas de assalto durante a Primeira Guerra Mundial. Em seguida emigrou para a França, de onde retornou para tentar assassinar Benito Mussolini, o líder máximo do fascismo italiano. Em 11 de Setembro de 1926, na praça de Porta Pia em Roma, ele atirou uma bomba contra o carro de Mussolini, a bomba no entanto resvalou no vidro do carro ferindo oito pedestres.
As balas passam, Mussolini fica.— Mussolini logo após sobreviver ao atentado.
À época o famoso anarco-comunista Errico Malatesta teria sido apontado como participante por endossar o atentado.

## Prisão, julgamento e morte
Preso, Lucetti foi a julgamento em Junho de 1927, sendo condenado aos 26 anos à prisão perpétua. Outros três cúmplices seus também foram presos: Leandro Sorio e Stefano Vatteroni, foram sentenciados à 20 anos e 19 anos e 9 meses respectivamente. Vatteroni cumpriu os primeiros três anos de sua pena em completa isolação, e a única companhia permitida a ele era a de um pardal que visitava sua cela. O político Vincenzo Baldazzi, o terceiro cúmplice de Lucetti, também foi condenado por auxiliá-lo na preparação do atentado.
Em 1943 Lucetti escapou da prisão com ajuda de outros anarquistas, vindo a morrer logo depois de sua fuga durante um bombardeio a Ischia.
Em sua honra, dois grupos guerrilheiros anarquistas antifascistas lutaram na região de Carrara adotando os nomes 'G.Lucetti' (60 à 80 combatentes) e 'Lucetti Bis' (58 combatentes).

## Outras tentativas de assassinatos do Duce
Em 3 de Fevereiro de 1931 o anarquista Michael Schirru foi capturado em um hotel em Roma quando se preparava para tentar uma vez mais assassinar Mussolini. Também M. Schirru é homenageado tornando-se o nome de um grupo guerrilheiro anarquista antifascista de 454 combatentes.
Em 31 de Outubro daquele mesmo ano outro anarquista atenta contra a vida do Duce. A ação de Anteo Zamboni no entanto, também malogra. Em pouco tempo os fascistas transformam a Itália em um estado policial, e todos os inimigos do regime, anarquistas ou não, passam a ser impiedosamente caçados.